# Абокур
Абоку́р (фр. Abaucourt) — коммуна во французском департаменте Мёрт и Мозель, региона Лотарингия. Относится к  кантону Номени.

## География
Абокур расположен на дороге D45, соединяющей Номени и Летрикур. Находится в 2,6 км от Номени и в 15 км от Понт-а-Муссона.

## История
Традиционное окончание -кур происходит от латинского cortis и фактически означало ферму, вокруг которой образовался населённый пункт. Абокур часто упоминался в документах, начиная с XII века. Во время Первой мировой войны подвергся значительным разрушениям.

## Демография
Население коммуны на 2010 год составляло 298 человек.
| 1962 | 1968 | 1975 | 1982 | 1990 | 1999 | 2010 |
| ---- | ---- | ---- | ---- | ---- | ---- | ---- |
| 298  | 279  | 256  | 277  | 273  | 310  | 298  |